# Општина Биксад (Ковасна)
Биксад (рум. Bixad) општина је у Румунији у округу Ковасна.
Oпштина се налази на надморској висини од 673 m.

## Становништво

### Хронологија
| Година       | 2004 | 2005 | 2006 | 2007 | 2008 | 2009 | 2010 | 2011 | 2012 | 2013 | 2014 | 2015 | 2016 | 2017 |
| ------------ | ---- | ---- | ---- | ---- | ---- | ---- | ---- | ---- | ---- | ---- | ---- | ---- | ---- | ---- |
| Становништво | 1718 | 1763 | 1777 | 1802 | 1819 | 1829 | 1841 | 1848 | 1852 | 1850 | 1855 | 1835 | 1817 | 1798 |